# Don't Care
Don't Care är det amerikanska death metal-bandet Obituarys första EP, utgiven endast i USA 1994 av skivbolaget Roadrunner Records.

## Låtlista
1. "Don't Care" – 3:12
2. "Solid State" – 4:39
3. "Killing Victims Found" – 5:05

- Text och musik: Obituary

## Medverkande
Musiker (Obituary-medlemmar)
- John Tardy – sång
- Allen West – sologitarr
- Trevor Peres – rytmgitarr
- Frank Watkins – basgitarr
- Donald Tardy – trummor

Produktion
- Scott Burns – producent, ljudtekniker, ljudmix
- Obituary – producent, ljudmix
- Dave "Big Shirt" Nicholls – ljudtekniker
- Michael Halsband – foto